# Bronzo (colore)
Il bronzo è una miscela di colori composto da marrone scuro e arancione. Può essere considerato una variante del rame; inoltre esiste anche una tonalità di bronzo antico.